# راي بيك
راي بيك (بالإنجليزية: Ray Beck)‏ هو لاعب كرة قدم أمريكية أمريكي، ولد في 17 مارس 1931 في بودون في الولايات المتحدة، وتوفي في 10 يناير 2007 في كيدرتون في الولايات المتحدة.

## وصلات خارجية
- راي بيك على موقع مرجع كرة القدم المحترفة.كوم (الإنجليزية)
- راي بيك على موقع قاعة جورجيا للمشاهير الرياضية (مؤرشف) (الإنجليزية)